# Brasil (Uberlândia)
Brasil (popularmente Bairro Brasil) é um bairro da Zona Central de Uberlândia, e está localizado à 3 km do hipercentro da cidade.
- O bairro Brasil é formado pelos antigos loteamentos Villa Brasil, Vila Santa Terezinha, Custódio Pereira (parte) e Fluminense.[1]
- Faz divisa com as zonas Leste e Norte de Uberlândia, além dos bairros Aparecida e Bom Jesus, ambos na zona Central também.

## História
- O bairro Brasil é um dos mais antigos de Uberlândia, planejado por volta dos anos 1950, era conhecido como o Bairro Operário, no início do século XX.[2]
- Onde hoje é o Centro Municipal de Estudos e Projetos Educacionais Julieta Diniz (CEMEPE), já foi a Universidade da Criança, e também o Cemitério São Paulo, no entorno da rua José Rezende dos Santos e Avenida Brasil.[3]
- Foi planejado para ser residencial, mas com o tempo, até nos dias atuais, o bairro Brasil é misto, tem muitos comércios e muitas residências também, incluindo condomínios, casas e prédios residenciais e comerciais.[4]
- Mesmo estando no centro da cidade, o bairro é tranquilo e calmo nas suas ruas internas.
- Suas ruas e avenidas tem nomes de localidades brasileiras, como as ruas São Paulo, Rio de Janeiro, Santa Catarina, Alagoas, entre outras.

## Comércio e educação
- O bairro Brasil tem hoje diversos comércios, espalhados nas suas principais vias como as avenidas Brasil, João Pinheiro (conhecida como a rua das garagens), Afonso Pena e Floriano Peixoto.[5]
- Conta com diversas escolas públicas e particulares, entre elas a Estadual José Ignácio de Sousa, Municipal Amanda Carneiro Teixeira e Otávio Batista Coelho Filho, além do Conservatório Cora Pavan Capparelli.[6][7]

## Lazer e marcos históricos
- O bairro Brasil tem as praças públicas Hermínia Zocolli e Ana Diniz, como lazer.
- E marcos históricos como a igreja com arquitetura em formato triangular, a Santíssima Trindade, na rua Paraná; além da igreja São Cristóvão, esculpida em pedras, na rua Padre Américo Ceppi.